# Suckless.org
suckless.org — спільнота програмістів, що працюють над мінімалістичними вільно розповсюджуваними проектами з фокусом на простоту, ясність та помірність. Група розробила dwm та wmii віконні менеджери, веббраузер surf, tabbed, та інші програми, що як стверджується створенні в дусі філософії Unix «робити щось одне, і робити це добре».

## Історія
Спільнота suckless була заснована Ансельмом Р. Ґарбе з Німеччини в 2002 році. Він став активним провідником ідей філософії suckless, стверджуючи «багато що пішло не так в IT індустрії з недавнього часу […] потрібно переосмислити звичні практики проектування, і напевне задуматись над часом коли закон Мура перестане бути правильним припущенням.» Маніфест suckless відкидає та осуджує загальну тенденцію «складного, схильного до помилок дизайну програмного забезпечення, що схоже превалює на сьогодні в індустрії», та аргументує, що ефективність програміста не повинна визначатись кількістю рядків написаного коду.
В жовтні 2006 року, Ґарбе зареєстрував домен suckless.org, який замінив 10kloc.org та wmii.de.
В 2007 році, Ґарбе після фрустрації у використанні Windows Vista та Ubuntu закликав спільноту допомогти створити 9Ubuntu дистрибутив для таких же «прихильників Plan 9 та C хакерів Ubuntu», де б вже були встановленні всі необхідні інструменти та середовище dwm/wmii. Suckless пізніше створили stali (static Linux), операційну систему зі статичною лінковкою виконавчих модулів, що внаслідок зменшення залежностей, а відтак і спрощення у розповсюджені і розробці відповідає принципам suckless.
Група розробників слідує стилю Нью-Джерсі «Гірше це краще» і принципу KISS («Keep it simple, stupid»).

## Основні проекти
- dwm — менеджер вікон
- dmenu — меню утиліта керована з клавіатури
- ii — IRC клієнт
- sbase — UNIX core utilities
- surf — веббраузер
- wmii — менеджер вікон
- st — легкий емулятор терміналу, з підтримкою 24-бітного кольору
- stali — статичний Дистрибутив Linux

## Конференції
Починаючи з 2013 suckless.org спільнота організовує щорічні конференції та хакатони, які фокусуються на технічних темах та соціалізації учасників, зазвичай відомих як «SLCon» (скорочено від «SuckLess Conference»).

### suckless.org e.V.
В 2015 році протягом конференції зареєстрована юридична особа suckless.org e.V. Її головними цілями є підтримка проектів suckless.org та інших Open Source загалом.